# Saadi Toma Abbas
Saadi Toma Abbas (Baghdad, 17 marzo 1939 – Governatorato di Dhi Qar, 23 giugno 2020) è stato un generale e politico iracheno, Ministro della Difesa dell'Iraq dal 1990 al 1991 sotto il governo di Saddam Hussein.

## Biografia
il 12 dicembre 1990 Abbas venne nominato ministro della difesa carica che mantenne fino al 6 aprile 1991. Ha lavorato come consigliere militare alla corte presidenziale dal 6 aprile 1991 al 1998. Nel 1998 è stato nominato ministro del lavoro e degli affari sociali carica che ha mantenuto fino al 29 giugno 2002.
è stato arrestato dalla forze americane il 18 maggio 2003 in seguito alla Invasione dell'Iraq.

### Processo
il 2 dicembre 2008 la corte criminale suprema irachena lo ha condannato a 15 anni di carcere, per il suo ruolo nella repressione delle Rivolte in Iraq del 1991 mentre serviva come comandante delle forze militari nella regione meridionale dell'Iraq.

### Morte
è morto nella prigione Al-Hout nel Governatorato di Dhi Qar il 23 giugno 2020.